# Zuiderzeemuseum
Het Zuiderzeemuseum is een cultuurhistorisch museum in de Nederlandse stad Enkhuizen in de provincie Noord-Holland, waar de cultuur en de maritieme geschiedenis van de voormalige Zuiderzee (nu het IJsselmeer, Markermeer en de Waddenzee) in beeld worden gebracht. Het museum bestaat sinds 1948. Het is in 1983 uitgebreid met het buitenmuseum, een  terrein waar verschillende buurten van rond de Zuiderzee zijn herbouwd en ambachten worden gedemonstreerd.

## Geschiedenis
De aanzet tot het stichten van het Zuiderzeemuseum was een tentoonstelling die rond 1930 gehouden werd in het Wilhelminaplantsoen in Enkhuizen. In deze Zuiderzeevisscherij-tentoonstelling werden huisjes van karton opgezet en er liepen originele bewoners in klederdracht rond uit de echte dorpen van rond de Zuiderzee. Door de oorlogsdreiging en de Tweede Wereldoorlog werden de plannen voor een Zuiderzeemuseum opgeschort.

Op 27 mei 1947 werd de Vereniging Vrienden van het Zuiderzeemuseum opgericht en op 16 januari 1948 werd het Koninklijk Besluit getekend waarmee officieel de start werd gegeven om het Rijksmuseum Zuiderzeemuseum mogelijk te maken. Als huisvesting verkregen de vrienden van het Zuiderzeemuseum voor een symbolisch bedrag van een gulden de pakhuizen van zaadhandel Sluis en Groot aan de Wierdijk. Het Rijk nam deze gebouwen over, restaureerde ze en onderhoudt ze sindsdien. De gebouwen van het binnenmuseum zijn eigendom van de Rijksgebouwendienst. De panden in het buitenmuseum van de Dienst Domeinen.

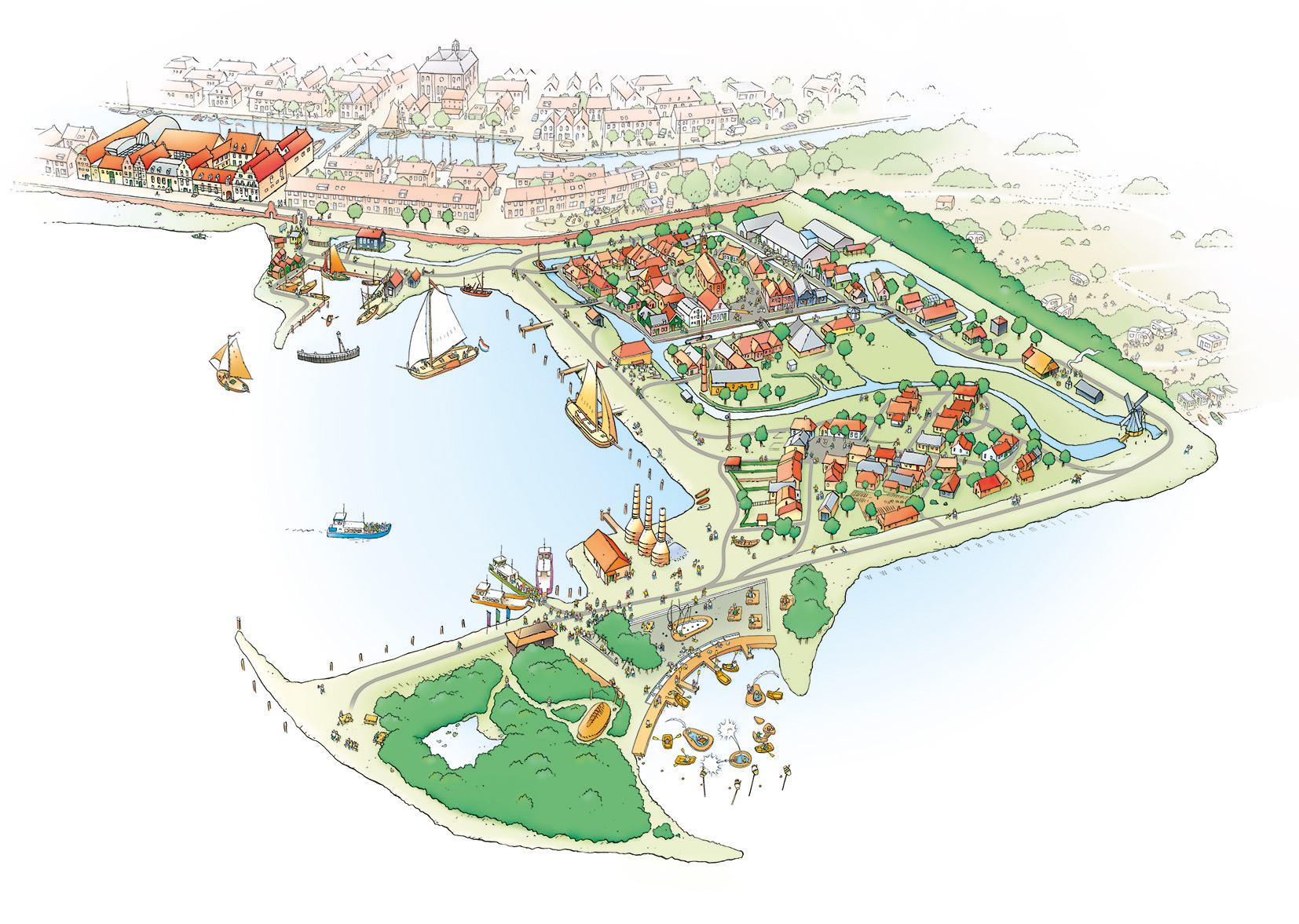
Kaart van Enkhuizen met linksboven het binnenmuseum en onder het buitenmuseum

De eerste directeur van het museum was Siebe Jan Bouma. In zijn periode als directeur van het Nederlands Openluchtmuseum in Arnhem tussen 1942 en 1948 was hij al bezig met de plannen voor een museum waar het leven rond de voormalige Zuiderzee in herinnering zou kunnen worden gehouden. Met die gedachte is Bouma actief op zoek gegaan naar panden en voorwerpen die in een museum tot zijn recht zouden kunnen komen. Bouma kon de aangelegde verzameling niet volledig meenemen naar Enkhuizen toen hij daar directeur werd. Er werd een beschrijving opgesteld van wat Bouma wel en niet mee mocht nemen uit Arnhem. Panden die hij op het oog had of al waren aangekocht bleven in Arnhem. Alle andere verzamelde objecten mochten mee.
Op 1 juli 1950 werd het Binnenmuseum van het Zuiderzeemuseum geopend. Nadat er al eerder een tentoonstelling in de Drommedaris werd gehouden was het Peperhuis het eerste van de rij panden die later volgden. Bouma keek toen al verder en wilde graag dat er op termijn ook een buitenmuseum gerealiseerd zou worden. Vlak nadat het genoemde Koninklijk Besluit was ontvangen, begon er al een correspondentie op gang te komen met gemeenten die langs de voormalige Zuiderzee liggen en waarvan bekend was dat er panden uit het stadsbeeld zouden gaan verdwijnen.
In de gemeente Kampen lag het buurtje Brunnepe, dat aan de voormalige bewoners van Schokland beschikbaar was gesteld toen die het eiland uiterlijk in mei 1859 moesten verlaten, en vooral naar de plaatsen Kampen, Volendam en Vollenhove waren verhuisd. Kampen wilde uit oogpunt van stadssanering die woningen afbreken. Voor Bouma was dit een kans om panden te verwerven.
Op 6 mei 1983 opende Koningin Beatrix het buitenmuseum, dat werd toegevoegd aan het Zuiderzeemuseum. De locatie waar het is opgebouwd werd vóór 1970 gebruikt als opslagterrein van de Zuiderzeewerken inzake de aanleg van de dijk naar Lelystad.
Het eerste pand dat werd opgebouwd was de Gasthuiskapel uit Den Oever die in de situatie van de kerk in Oosterend op Texel werd herbouwd. Het eerste pand dat al in 1948 in eigendom kwam van het Zuiderzeemuseum was het dijkhuis uit Hindeloopen waar anno 2016 een café in is gevestigd langs de dijk van het buitenmuseum. Het interieur van dit dijkhuis heeft vele jaren in het binnenmuseum tentoongesteld gestaan met daarin Hindelooper klederdracht die onder de klederdrachten rond de Zuiderzee een eigen stijl heeft.
Rond 1993 is het museum verzelfstandigd onder de naam: Stichting Rijksmuseum Zuiderzeemuseum.

## Binnenmuseum
Het binnenmuseum bestaat uit onder andere een schepenhal met dertien echte schepen die op de Zuiderzee hebben gevaren, waaronder drie grote vissersboten en onder meer de boeier Sperwer Verder zijn er in de andere zalen van het binnenmuseum tijdelijke en vaste tentoonstellingen te zien die op een of andere manier met de Zuiderzee te maken hebben. Zo zijn er scheepsmodellen, klederdrachten, schilderijen en gebruiksvoorwerpen te zien van het Zuiderzeegebied.
In het verleden was er ook een walvisvaarttentoonstelling. Deze collectie is echter overgedragen aan Het Scheepvaartmuseum in Amsterdam.

### Tentoonstellingen (selectie)
Het museum kent naast de vaste tentoonstellingen zoals de Schepenhal en de Zee vol verhalen  ook wisselende tentoonstellingen.
- 2009-2010  Zuiderzee in kaart
- 2010-2011  Huis|Stijl
- 2011-2012  NIJVER|heden
- 2012-2012  Jaar van het Water
- 2013-2015  Nederland in 7 overstromingen - De Zuiderzee (in samenwerking met de NTR)[6]
- 2014-2017  Designroute
- 2014-2014  Ruik de tijd
- 2015-2015  Reis je rijk
- 2016-2016  Wild van Water
- 2016-2017  10 Years of Thomas Eyck
- 2017  Handgemaakt
- 2018 Aan Tafel
- 2019-2020 Kleren maken de vrouw
- 2021 Must See
- 2021-2022 Winterkoorts

### Galerij

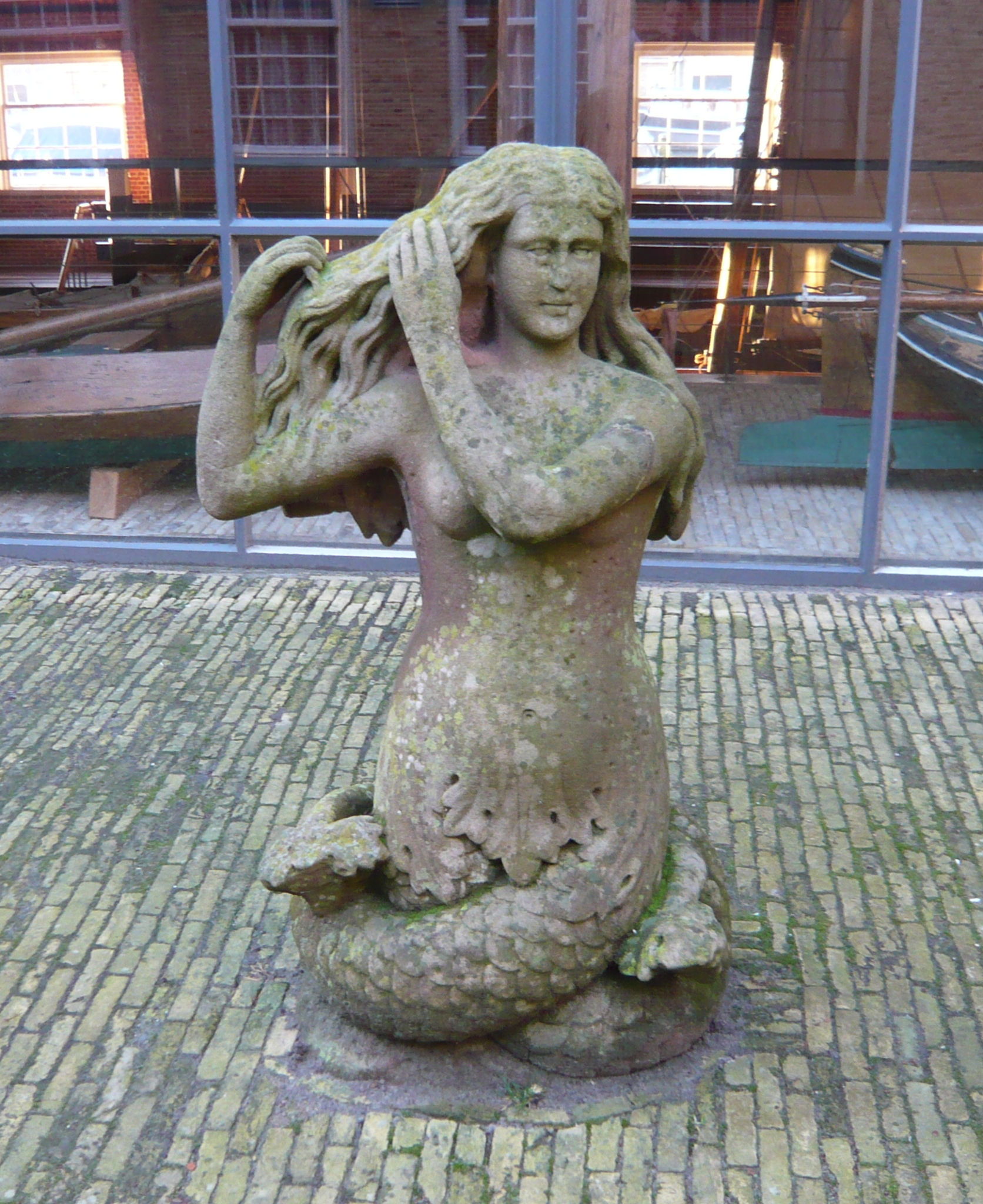
Zeemeermin op de binnenplaats van het binnenmuseum. Herkomst onbekend
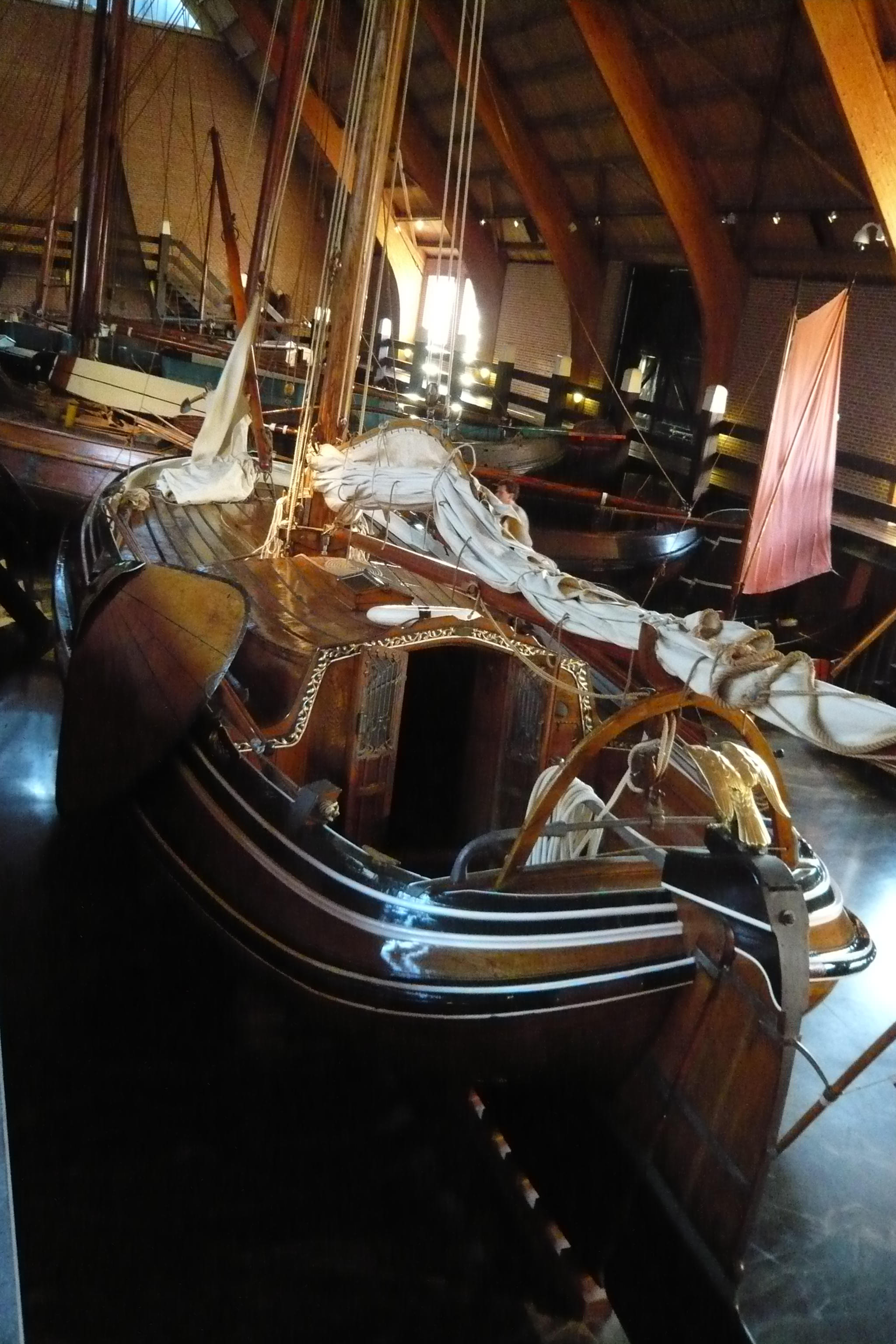
Schepenhal met boeier de Sperwer Was ooit eigendom van Merlin Minshall De voorloper van James Bond. Zie zijn boek "De Avonturier"
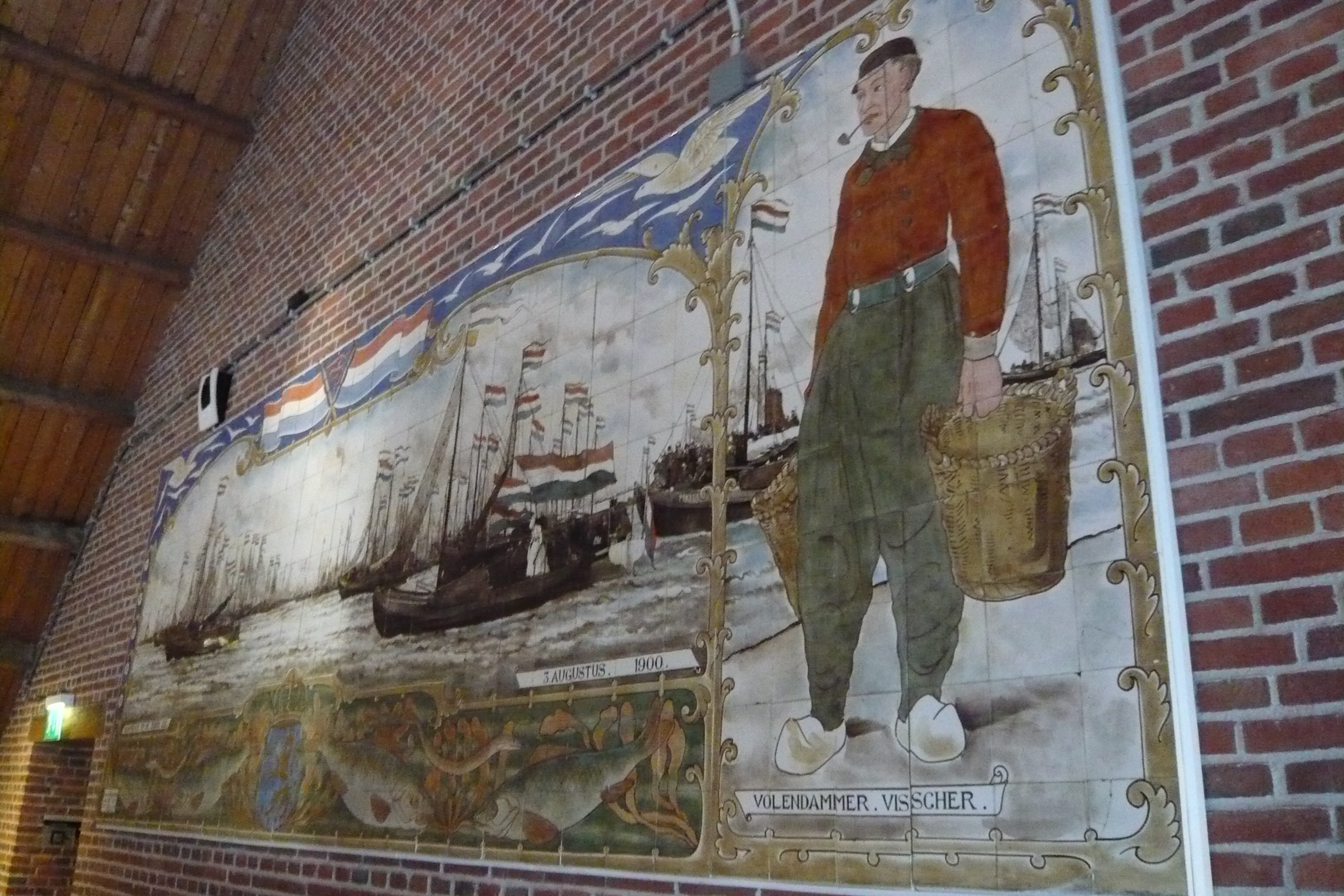
Tegeltableau van vlootschouw op de Zuiderzee afkomstig uit een viswinkel Bunt in Utrecht.
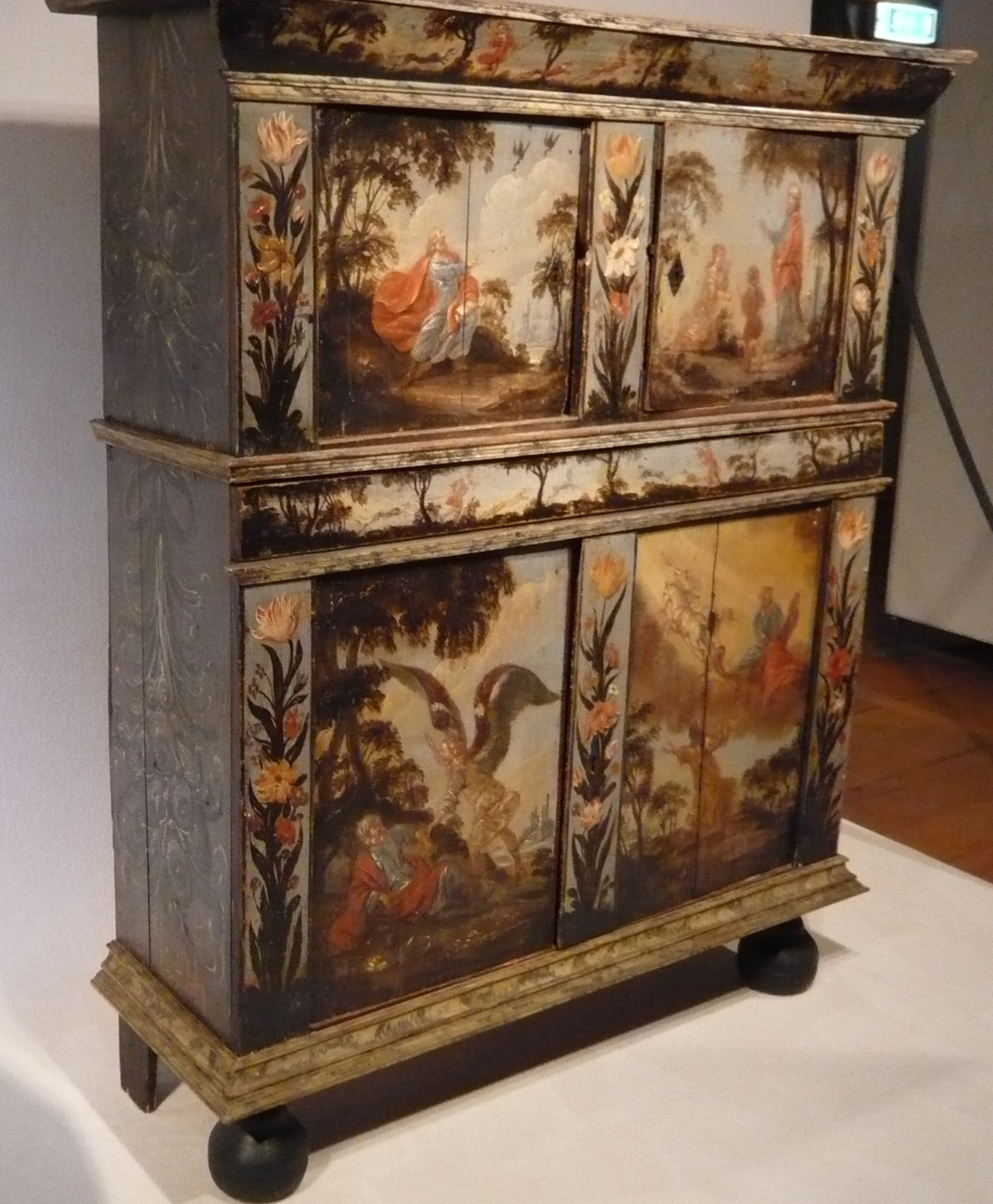
Assendelfter kast met Bijbelse voorstellingen afkomstig van Marken. Voorstellingen uit het leven van Elia (profeet).

## Buitenmuseum
Het Buitenmuseum is opgedeeld in vijf verschillende buurten. Centraal staat een dorp, aangelegd naar situaties van dorpen rond de Zuiderzee met voornamelijk authentieke (en enkele gekopieerde) panden uit het voormalig Zuiderzee- en Waddengebied. De verschillende gebieden staan op de plattegrond hiernaast weergegeven. Voor de wijken zijn verschillende oude steden en dorpen aan de Zuiderzee als voorbeeld gebruikt. Veel van de gebouwen in de verschillende wijken komen tevens uit het dorp of de stad die de wijk uitbeeldt. Op het terrein van het buitenmuseum was een natuurterrein aangelegd, dit begon ter hoogte van de kalkovens. In het natuurgebied was onder andere de contour van een Eendenkooi aangelegd. Herkenbaar was het kooibos, de kooiplas, vier vangpijpen en een kooihuisje. De overige kenmerkende elementen zoals de schermen, de vanghokken etc. zijn bij de bouw van het buitenmuseum nooit in en rondom de kooi aangelegd. Rond 2008 is dit verwijderd.

### Galerij

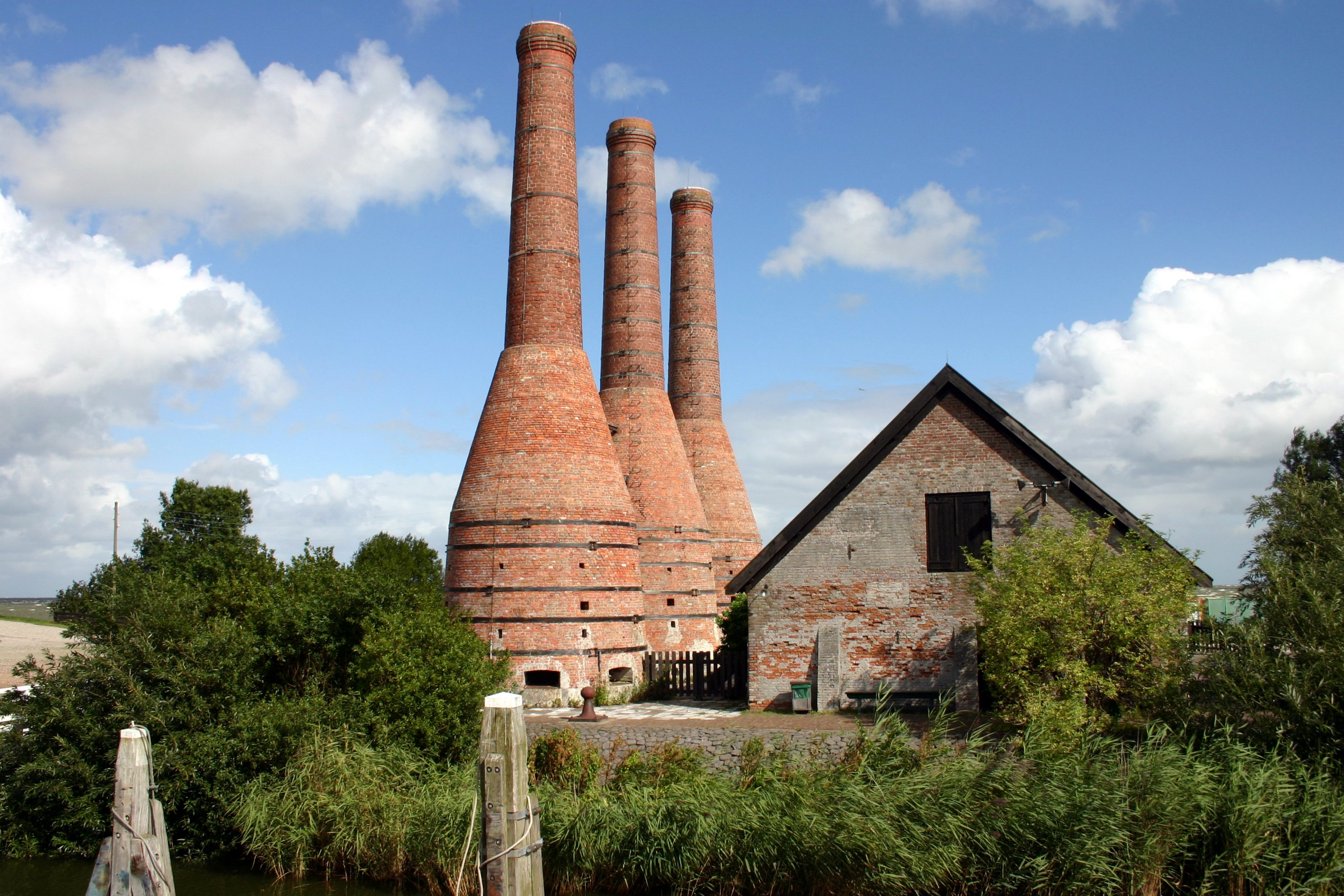
Kalkovens uit Akersloot, leshuis uit Vollenhove
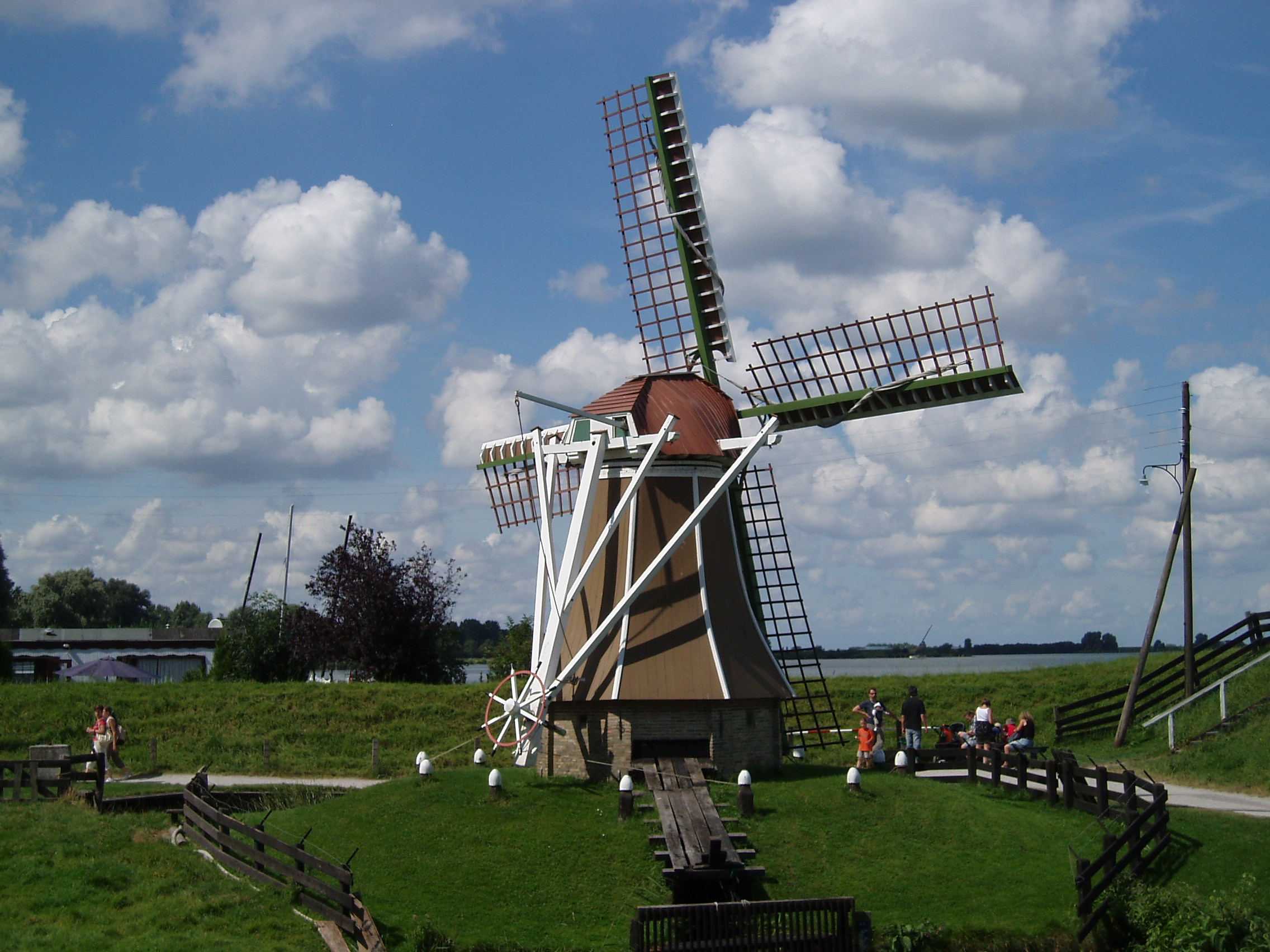
Vogelhoeksmolen uit Hemelum.
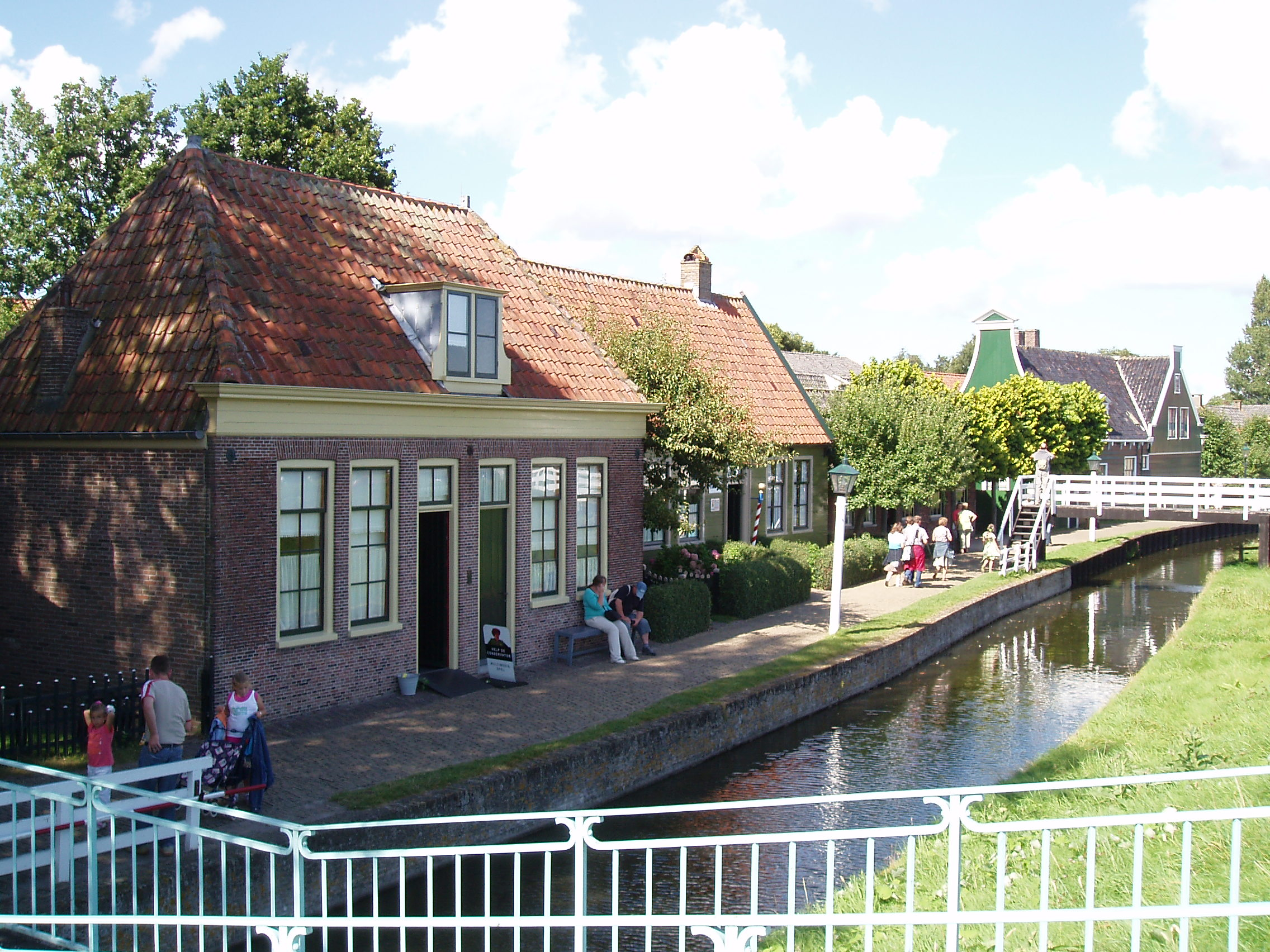
Huizen uit Hoorn en Zwaag
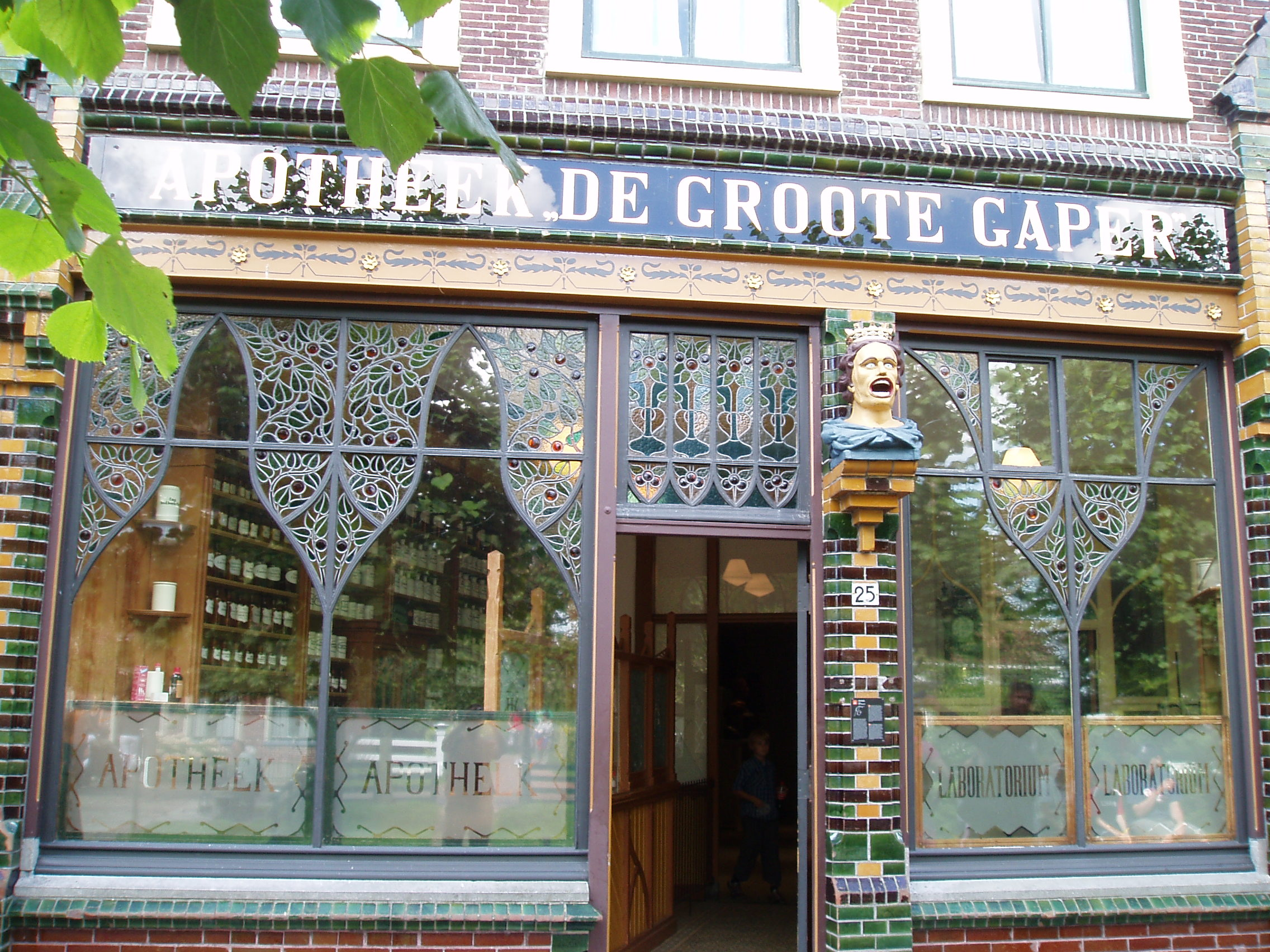
Apotheek met Jugendstilgevel uit Hoorn
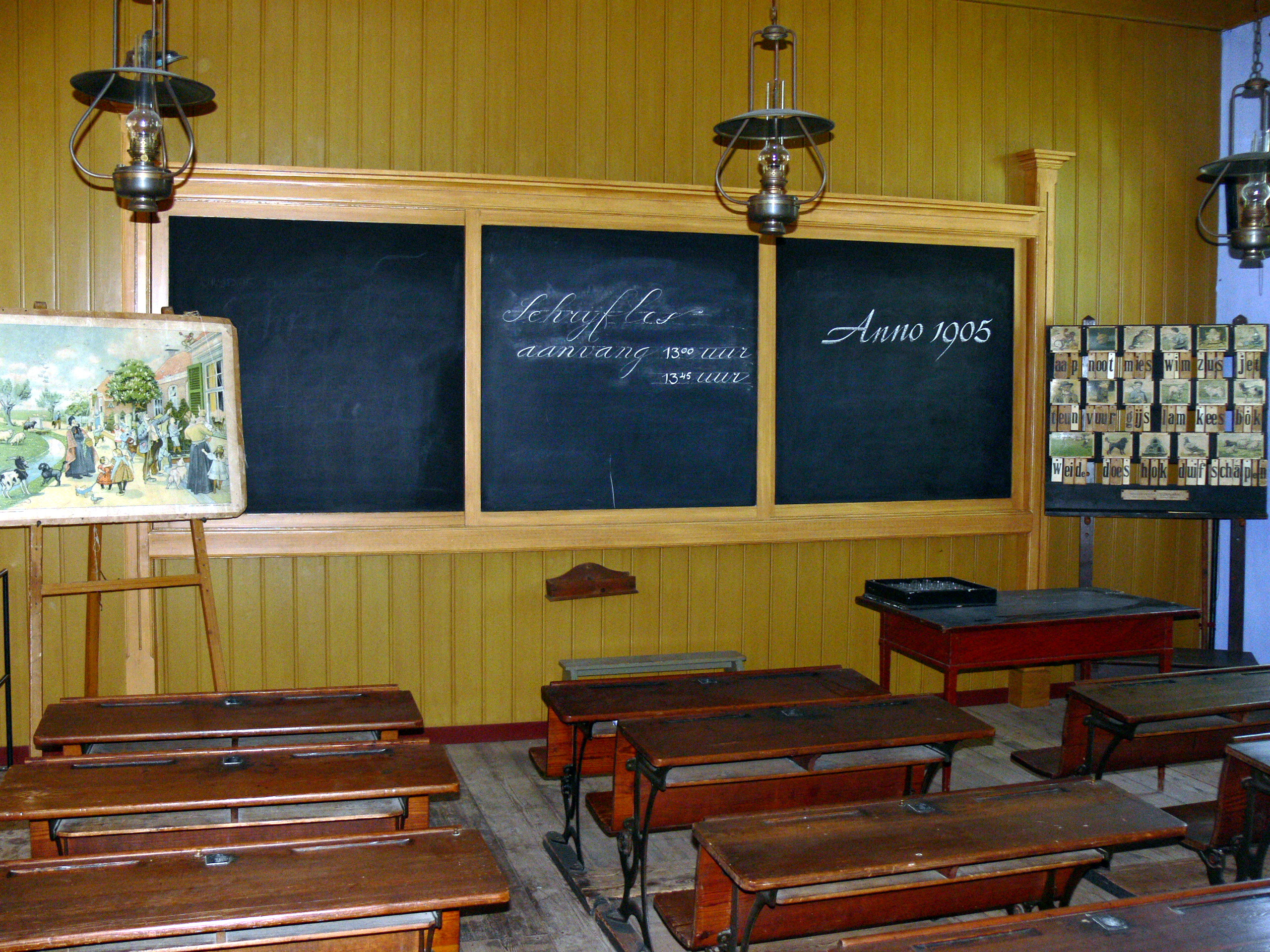
De lagere school anno 1905 uit Kollum.
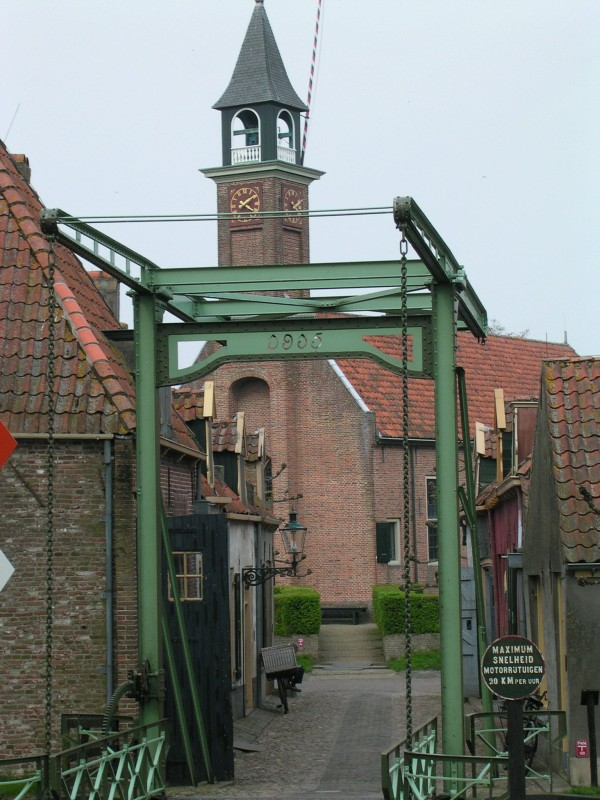
De Gasthuiskapel uit Den Oever
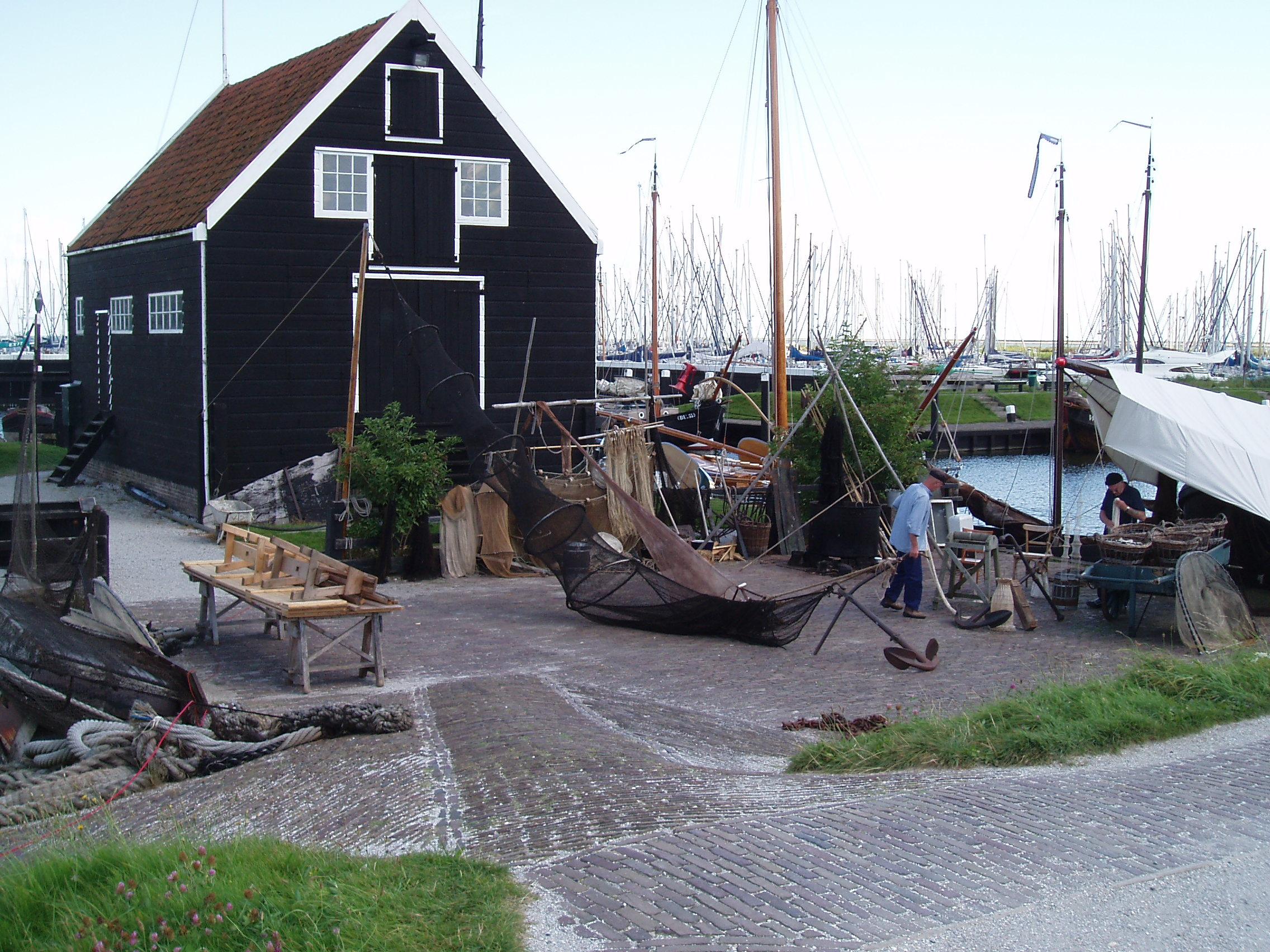
Marker scheepstimmerwerf 'de Hoop' landzijde
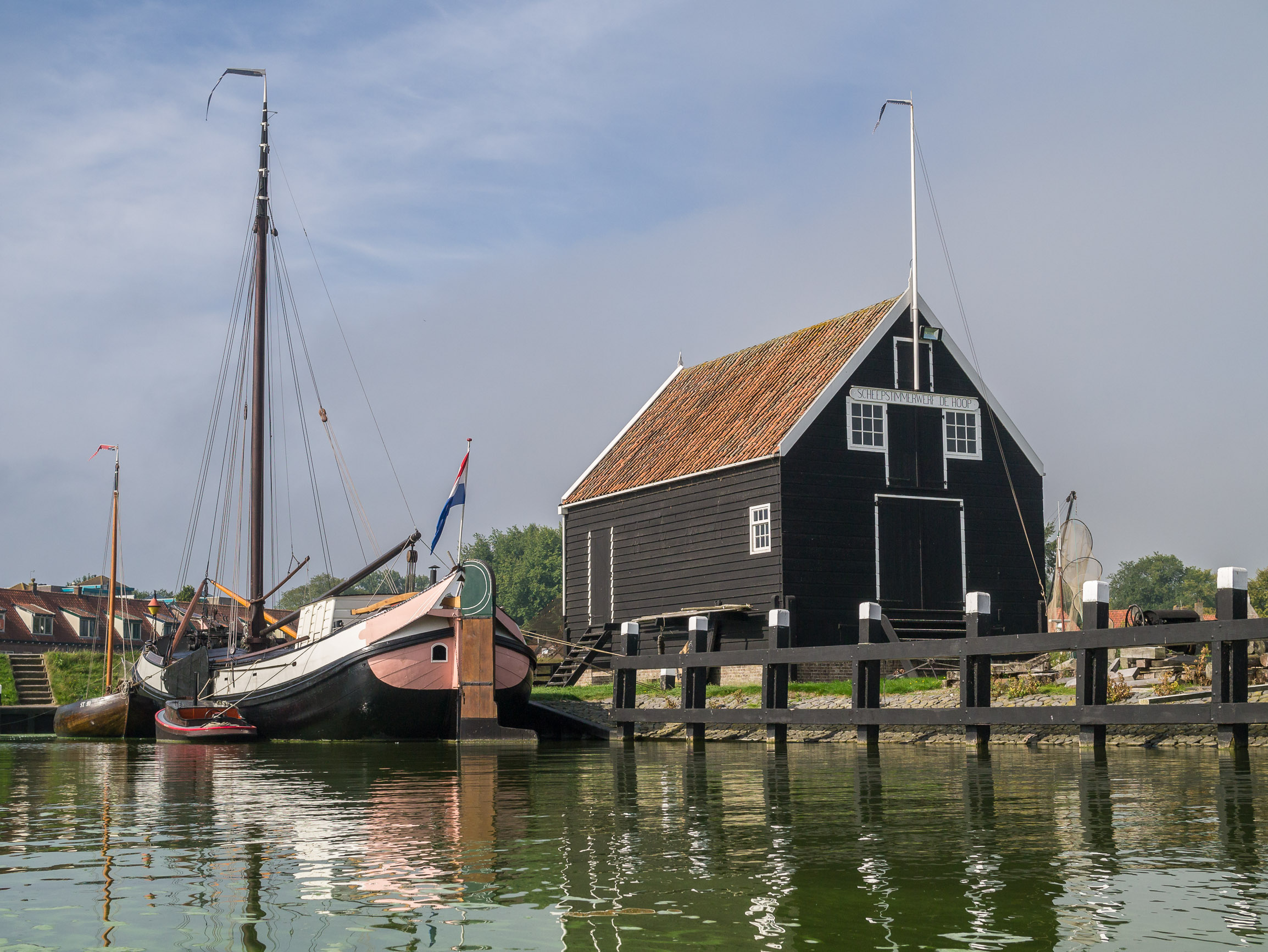
Marker scheepstimmerwerf 'de Hoop' zeezijde

## Bijzonderheden
- In 2007 werd in het buitenmuseum een aantal scènes van de Nederlandse speelfilm De scheepsjongens van Bontekoe opgenomen, in 1999 enkele scènes van Kruimeltje, evenals de Nederlandse jeugdfilm Apenstreken uit 2015 en de Sinterklaasfilm uit 2011 getiteld Bennie Stout.
- Het Suske en Wiske-verhaal De gulden harpoen speelt zich gedeeltelijk af in het Zuiderzeemuseum
- Het artiestenduo Bassie en Adriaan nam in het Zuiderzeemuseum gedeeltelijk hun serie Liedjes uit Grootmoeders Tijd op.
- Het Zuiderzeemuseum is onderdeel van het samenwerkingsverband Modemuze.
- Het Zuiderzeemuseum maakt gebruik van een uniek lettertype dat speciaal voor het museum is ontworpen. Dit lettertype is het resultaat van een samenwerking tussen Atelier Made en Olga Scholten. Hoewel de exacte datum van ontwerp niet bekend is, wordt aangenomen dat het ergens tussen 2008 en 2010 is gecreëerd.[10]